# 好報
《好報》（英語：Good News），香港已停刊的免費報章，為小型報及雜誌形式的週報，於2012年11月30日創刊，由東方報業集團（港交所：0018）創辦。與當時香港市面上由Metro International的《都市日報》、星島新聞集團的《頭條日報》、中原地產施永青的《am730》、香港經濟日報集團的《晴報》及壹傳媒的《爽報》競爭，及後《爽報》於2013年停刊，而《新晚報》亦於2014年停刊。
由於受到政治前景不明朗，該報章於2016年3月11日停刊，連同「東方日報慈善基金」，以及「太陽報愛心基金」也一併終止。

## 內容
《好報》定位類似香港坊間的娛樂雜誌，內容以藝人和名人揭秘等報道為主，並且加入了潮流、消閒、美容及奇聞等內容。

## 派發策略
《好報》的派發方式於首階段逢星期五隨《太陽報》附送，在香港各區免費派發；次階段則會每星期出版兩次，甚至會分拆為兩疊，未來可能獨立發行。

## 辦報組織
《好報》為東方報業集團旗下首份免費報刊，其他旗下報刊還包括《東方日報》、《太陽報》及《太陽馬經》，並且擁有on.cc東方互動（http://on.cc（页面存档备份，存于） ）及Money 18（http://money18.com.hk（页面存档备份，存于） ）等網站。

## 外部連結
- 《好報》官方網站（页面存档备份，存于）
- . 《文匯報》. 2013-04-08  [2014-03-29]. （原始内容存档于2014-11-27）.
- . 《文匯報》. 2013-11-01  [2014-03-29]. （原始内容存档于2013-11-07）.
- . 《太陽報》. 2013-11-21  [2014-03-28]. （原始内容存档于2013-11-28）.